# Kozlovská lípa
Kozlovská lípa je památný strom v obci Kozlov, v okrese Karlovy Vary v Karlovarském kraji, na pozemku parcelní číslo 958. Je to lípa malolistá (či srdčitá, Tilia cordata), která roste u hřbitovní zdi jižně od kostela Nanebevzetí Panny Marie. Stáří lípy je odhadováno na 150 let. Kmen stromu má podle měření z roku 2014 obvod 448 cm a výšku 26 metrů . Je to poslední strom z bývalého stromořadí. Je chráněn rozhodnutím Magistrátu města Karlovy Vary ze dne 3. listopadu 2003.
I přes poškození kosterních větví bleskem je koruna lípy stále hustá a kompaktní.

## Stromy v okolí
- Klen na hřbitově
- Jakobovy lípy
- Svinovské duby
- Buk u Lachovic